# 機動警察パトレイバー 2 the Movie
『機動警察パトレイバー2 the Movie』（きどうけいさつパトレイバー ツー ザ ムービー）は、1993年に公開された日本のアニメーション映画作品。

## あらすじ

### プロローグ
1999年、東南アジア某国。PKO部隊として日本から派遣された陸上自衛隊レイバー小隊が反政府ゲリラ部隊と接触し、本部からの発砲許可を得られないまま一方的に攻撃を受け壊滅する。独断で敵装甲車に反撃し、たった一人の生存者となった小隊長がそこで見たのは、異教の神像が見下ろす古代遺跡であった。

### ベイブリッジ爆破 - 幻の空爆
「方舟」の一件から3年後の2002年冬。バビロンプロジェクトが2001年に終了し、首都圏でのレイバー稼働数が減少する一方、地方都市でのレイバー使用工事が増加し、それに合わせて地方でのレイバー犯罪が増加しつつあった。特車二課でも年度内の組織改編が予定されており、南雲が警部昇進と同時に課長代理に就任する一方、かつての特車二課第2小隊は、隊長の後藤と山崎を除いて新しい職場に異動し、それぞれの日々を送っていた。
そんなある日、横浜での会議に出席した帰路に就いていた南雲の眼前で、横浜ベイブリッジの爆破事件が発生する。当初は事前に犯行予告があった自動車爆弾かと思われたが、やがて航空自衛隊の支援戦闘機・F-16Jらしき戦闘機から放たれた一発のミサイルによるものであることがテレビによって報道される。
事件に関して様々な情報が錯綜するある夜、南雲と後藤の前に陸幕調査部別室に属する「荒川」と名乗る男が現れ、ベイブリッジを爆撃したのは自衛隊機に見せかけた、擬装情報に誘導された米軍機であることを語る。元々この事件は、アジアの軍拡競争にも危機感を示さない日本を憂う国防族や米国勢力のグループが立てた軍事的茶番劇であり、実際に空爆を行う意思はなかった。荒川は、その茶番劇を利用し、ベイブリッジを本当に空爆するよう改変した容疑者としてグループの創立以来のメンバーである「柘植行人（つげ ゆきひと）」という人物を捜索していた。日本政府は米軍から報告された真相の公表を迷っており、表立って警察の協力を仰げない状況下で荒川が目を付けたのが、各方面にパイプを持つ後藤であった。
荒川の真意を掴みかねる後藤は話を断ろうとするが、そこに航空自衛隊三沢基地所属のF-16J三機が爆装して発進し、首都圏へ向け南下中との急報が届く。百里基地と小松基地から要撃機が急行したが、地上からの管制を受け先んじて接触した百里所属機は、目の前にいるはずの三沢所属機を捕捉できない。そして百里所属機からベイルアウト信号が発せられてレーダー反応が消失したことで、中部航空方面隊の防空司令は百里所属機が攻撃されたと判断、三沢所属機に対する撃墜命令を下す。命令を受けた小松所属機は遂に三沢所属機を捕捉したが、その矢先、突如として三沢所属機のレーダー反応が撃墜されたはずの百里所属機に入れ替わり、再び交信に応じた。当初から三沢所属機は発進しておらず、航空自衛隊バッジシステムへのハッキングと電波妨害で作り出された仮想状況に過ぎなかったのである。

### 架空の戦争
なし崩し的に荒川に協力することになった後藤は、水族館で荒川と密会し、一連のハッキングや、柘植に関する情報交換に応じる。元陸上自衛官の柘植は、レイバーの軍事的価値にいち早く着目して「柘植学校」と通称される省庁間の研究組織を発足させ、戦場におけるレイバーの有用性を実証した人物だったが、1999年の東南アジア某国でのPKO活動にレイバー小隊の小隊長として派遣された際、小隊が反政府ゲリラの攻撃に遭って発砲許可を得られないまま壊滅。柘植自身は生き残り、小隊唯一の生存者として帰国したが、以降は自衛隊を去って行方をくらましていた。また、かつて「柘植学校」に派遣された南雲と不倫関係を結び、それが原因で南雲が特車二課に左遷されたことは、本庁では公然の秘密であった。
政府が未だに真相の公表を渋る中、海法警視総監以下の警察上層部は警察の権限強化を図り、飛行禁止命令に抗議すべく公用車で東京へ向かおうとした三沢基地司令官を青森県警察が基地ゲート前で予防拘禁同然に連行し、警察はさらに自衛隊の駐屯地などを警備の名目で監視するという暴挙に出る。これにより各地の自衛隊基地や駐屯地が抗議のため、外部との通信を絶って篭城する事態にまで発展する。在日米軍から圧力もあって事態の早急な収拾を図ろうとした政府は、警察に事態悪化の責任を押し付け、警察の代役として「陸上自衛隊内の信頼のおける部隊」に東京への治安出動命令を下し、都内各地に自衛隊部隊が配置される。東京の市街は戦時下の様相を帯び始めるが、戦うべき相手もわからぬ人々の間には、現実感のない奇妙な雰囲気が漂っていた。こうして、雪が降る中、東京を舞台にした仮想的な「戦争」が創り出されていく。
そんな中、後藤から渡された荒川の資料を元に調査を行っていた松井刑事は、柘植が関係する航空会社の張り込みを行っていた。松井刑事は後藤の要請で建物に侵入して光ディスクを失敬するものの、あえなく捕えられてしまう。同じころ、実家に帰った南雲は柘植からの呼び出しを受ける。数年ぶりに柘植と再会する南雲だが、南雲の母から連絡を受けた後藤と荒川が駆け付け、柘植は彼女と言葉を交わす間もなく逃走する。

### 決起
翌朝、東京湾の埋立地に運び込まれた輸送用コンテナから、陸上自衛隊の塗装が施された3機のヘルハウンド戦闘ヘリコプターが飛び立つ。戦闘ヘリ部隊は陸自偵察ヘリからの呼び掛けを無視して散開すると、特車二課格納庫を皮切りに、都内の官民の通信施設、橋梁、警視庁本部庁舎などへの銃爆撃を開始する。地下の通信ケーブル網も共同溝に仕掛けられた爆弾によって破壊されたことで各地で通信回線が不通となり、さらに松井刑事が張り込んでいた航空会社から3機の無人飛行船がECMポッドを懸架して離陸すると、東京上空を回遊しながら高出力の電波妨害を開始し、自衛隊治安部隊は通信と交通を寸断され孤立していく。出動した警察のヘリによって無人飛行船のうち1機のECMポッドが狙撃されるが、直後にその飛行船は自動的に墜落し、大量の着色ガスを放出して副都心一帯とそこに展開していた自衛隊部隊をパニックに陥らせた。放出されたガス自体はほぼ完全に無害なものであり、混乱を招くためだけの状況演出だったが、一方で機内からは本物の毒ガスが入ったボンベも発見され、残りの飛行船への対処を封じられてしまう。仮想の戦争は、いまや現実のものとなりつつあった。
同じ朝、後藤と南雲は緊急招集された警備部の幹部会議に召喚されていた。未明に独断で他県レイバー隊に出動を要請した南雲と海法ら警視庁上層部との対立が決定的となる中、脱出した松井刑事からの連絡を受け、また特車二課への電話が繋がらないことから特車二課壊滅を悟った後藤は、この期に及んでもなお権力闘争と責任転嫁に汲々とする上層部を見限り、南雲と共に自らの手で事態を収拾する覚悟を固める。戦闘ヘリによる警視庁本部襲撃の混乱に乗じ南雲と共に逃走した後藤は、特車二課整備班と旧第2小隊メンバーに招集をかけ、篠原重工八王子工場で保管されていた「AV-98 イングラム」の再始動を始める。旧第2小隊はそれぞれのキャリアを捨て、最後の出撃のため八王子へ向かった。
後藤は荒川から埋立地に位置する柘植一派の野戦本部の情報と、役目を終えた戦闘ヘリが爆破処分された衛星写真を提供される。それと同時にアメリカ政府が日本政府に対して「翌朝まで事態収拾がなされなければ在日米軍による軍事介入を行う」と通告し、各地の米軍基地が準備を始めたことを知らされる。特車二課旧第2小隊は南雲の指揮の下、柘植を逮捕するべく、かつて湾岸開発工事に利用された地下鉄の廃線から海底トンネルへ侵入し、埋立地を目指す。荒川と彼らを見送った後藤は、提供された情報が迅速・正確すぎたことと、柘植を自ら確保することにこだわり、最後まで正規の部隊を動かそうとしない姿勢を理由に、荒川が柘植の一味だったと断定し、松井刑事に連絡して荒川を破壊活動防止法違反などの容疑で逮捕する。後藤は荒川に「なぜ柘植の隣にいないのか」と問いかけるが、荒川は無言のまま松井刑事に連行されるのだった。
旧第2小隊は海底トンネルで無人レイバーの抗戦に遭い、南雲は後を部下たちに託して埋立地へ単身突入する。ついに柘植と対峙した南雲は、かつての感情に葛藤しながらも無抵抗の彼に手錠をかける。南雲からの合図を受けて、後藤は松井刑事が入手した光ディスクを解析して得られたコードを発信して電波妨害を解除する。ヘリで埋立地に到着した後藤がトンネルから上がってきた旧第2小隊を出迎える一方、柘植は松井刑事と南雲にヘリで連行されていく。連行中、柘植は松井刑事に部下たちが全員治安部隊に投降したことを告げられ、続けてなぜ自決しなかったのかを問われたが、それに柘植は「もう少し、見ていたかったのかもしれないな。この街の未来を」と応え、平穏を取り戻そうとする都市をヘリから静かに見下ろすのだった。

## 声の出演
※各登場人物の詳細は機動警察パトレイバーの登場人物を参照。
- 篠原遊馬 - 古川登志夫
- 泉野明 - 冨永みーな
- 後藤喜一 - 大林隆介
- 南雲しのぶ - 榊原良子
- 太田功 - 池水通洋
- 進士幹泰 - 二又一成
- 山崎ひろみ - 郷里大輔
- シバシゲオ - 千葉繁
- 榊清太郎 - 阪脩
- 松井孝弘 刑事 - 西村知道
- 佐久間 - 仲木隆司
- ブチヤマ - 立木文彦
- 進士多美子 - 安達忍
- 海法 - 小島敏彦
- 山寺 - 大森章督
- 荒川茂樹 - 竹中直人
- 柘植行人 - 根津甚八
- 日村勇紀
- 久保田雅人

### サウンドリニューアル版追加キャスト
| - 中田譲治 - 佐藤政道 - 置鮎龍太郎 - 上田祐司 - 岡野浩介 - 伊崎寿克 - 室園丈裕 - 坪井智浩 - 関口英司 - 秋山卓史 - 清水敏孝 | - 丁田政二郎 - 加藤照幸 - 栗原利充 - 川越千夏 - 永田亮子 - 加藤奈々絵 - 島田美どり - GABU |

## スタッフ
- 監督 - 押井守
- 企画・原作 - ヘッドギア
- 脚本 - 伊藤和典
- 演出 - 西久保利彦
- キャラクターデザイン - 高田明美、ゆうきまさみ
- メカニックデザイン - 出渕裕、河森正治、カトキハジメ、藤島康介、佐山善則、伊東守
- 作画監督 - 黄瀬和哉
- レイアウト - 渡部隆、今敏、竹内敦志、水村良男、荒川眞嗣、田中精美
- 原画 - 沖浦啓之、竹内敦志、水村良男、村木靖、岸田隆宏、江村豊秋、大川こうぎ、安藤真裕、川名久美子、丹沢学、濱名孝行、高岡希一、武田一也、オグロアキラ、荒川真嗣、はばらのぶよし、安東信悦、音無竜之介、勝亦祥視、石井明治、小森高博、星和伸、土器手司、井口忠一、渡辺すみお、橋本浩一、戸部敦夫、藤田しげる、菅沼栄治、高橋しんや、大上浩明、仲森文、児玉昌弘、高見明男
- 色彩設計 - 遊佐久美子
- 美術監督 - 小倉宏昌
- 背景 - 武重洋二、平田秀一、黒田聡、甲斐政俊、廣瀬義憲、田村盛揮、荒井貞幸、池田祐二（スタジオワイエス）
- コンセプトフォト - 樋上晴彦
- 撮影 - 高橋明彦
- 音楽 - 川井憲次
- 録音 - 浅梨なおこ
- 編集 - 掛須秀一（JSE）
- プロデューサー - 鵜之沢伸、濱渡剛、石川光久
- エグゼクティブプロデューサー - 山科誠、植村徹
- コンピューターグラフィックス - オムニバス・ジャパン
- アニメーション制作 - IG TATSUNOKO
- 製作 - バンダイビジュアル株式会社、株式会社東北新社、株式会社イング
- 配給 - 松竹株式会社

### サウンドリニューアル版スタッフ
- 監督 - 押井守
- 録音演出 - 斯波重治
- 調整 - 住谷真
- 効果 - 伊藤道廣〈サウンドリング〉
- 録音助手 - 高野慎二、森本桂一郎
- 録音スタジオ - 東京テレビセンター
- 録音制作 - オムニバスプロモーション
- 音楽 - 川井憲次
- 音楽録音・調整 - 福代敦平、佐藤智昭
- 音楽制作デスク - 仲野智子、安田玲子
- ミュージシャンコーディネーター - DAYBREAK、大竹茂
- KEYBOARDS - 川井憲次
- CHORUS - 井出真理、斉藤裕美子、近藤薫、川俣由規子、東京混声合唱団
- VIOLIN - 内田輝、宮内道子
- STRINGS - 内田GROUP
- 音楽録音・調整スタジオ - Bunkamura STUDIO、AUBE STUDIO
- 音楽ディレクター - 国分浩安
- スーパーバイザー - 大島満、松根文
- 音楽制作 - AUBE、日本テレビ音楽、バップ
- 協力 - ドルビージャパン、伏木雅昭
- 宣伝 - 熊谷淳
- アシスタントプロデューサー - 桑島龍一、国崎久
- プロデューサー - 杉田敦
- 企画 - 渡辺繁、植村徹、石川光久
- 製作 - バンダイビジュアル株式会社、株式会社東北新社、株式会社イング

## 製作

### 製作委員会
総製作費は4億円。当初は押井の出した制作費にバンダイ側が「押井さんはスタジオを潰すんじゃないかと言う位にかき回す。本気で4億で作らせたらI.G.の将来に関わるから3億で作った方がいい」と難色を示した。しかし、石川は「押井監督のビジョンを壊す方が怖い」という思いから、I.G.の関連会社「イング」から5千万円を出資し、権利を獲得した。アニメーションの制作会社が作品に出資して、権利を獲得して、契約や記録を残しつつ版権事業を自ら手掛け、アニメーション制作会社のブランドイメージを確立するのは当時としては画期的だった。

### CG
CG技術が未発達のころに制作された本作品では、劇中でコンピュータにより生成され出力される画面をCGを用いて描く試みが行われた。シリコングラフィックスのIRISなど、1992年当時に入手可能な最先端のCGワークステーションが導入され、最終的なレンダリングはシェーディング済みの3DCGを投影した2DCGとして行われた。出力されたCGはアナログで制作したアニメパートへのはめこみ合成の素材として用いられた。
作中に66カットのCGシーンがある。しかしCGを売りとする意向はなく、押井の「CGは一素材として単独で使わないでほしい」「CGはもう特別なものではなく、普通に生活の中に入っている」という意向から、使い方は「画面の違和感を無くすため補正をかける」「背景の動画に使う」等高密度な志向ではなく、仕上げの段階で他の映像と合成したり、わざと画像を荒らす用に指示している。理想として「CGがCGらしくみえない」ことを目指した。
例としては、物語冒頭のレイバーのシミュレーション画面、戦闘機のHUD、航空レーダーなどがある。戦闘シーンでは、現実の戦闘シーンの様にノイズを入れたりした。

### 音楽
押井は川井に「東南アジアの民族音楽みたいな音色とメロディ」「南雲しのぶの愛のテーマ」「金管楽器はなし」「弦楽器の重低音」を4つの柱にするように注文して、6曲のデモテープを制作した。それは後に「機動警察パトレイバー2 the Movie PRE SOUNDTRACK」としてリリースされた。
同じ曲をアレンジしつつも何度も使用するため、前作と違ってバリエーションが少なくなった。
川井の一番のお気に入りはオープニングテーマで使用された「Theme of PATLABOR 2」である。押井・音響監督の浅利と相談なしで、川井が勝手に制作したのが採用された。川井は「エンディングもこの曲のアレンジにしようかと思った」と振り返っている。

### ロケ地
「横浜ランドマークタワー」「警視庁本部庁舎」「東京都庁舎」などのビルや「横浜ベイブリッジ」「勝鬨橋」「日本橋」「永代橋」「佃大橋」等の破壊される橋は、実際の姿で登場する。
時代設定が2002年の本作であるが、自衛隊攻撃ヘリの飛行シーンで頻繁に登場する中央区佃の高層マンション群「大川端リバーシティ21」の一部で、2000年に竣工した最も高層の2棟を含む北ブロックが更地になっているのが確認できる。これは本作の劇場公開が1993年のためである。

## 作品解説
監督の押井守は『西武新宿戦線異状なし』や『機動警察パトレイバー』OVA第1期ですでに、自衛隊のクーデターをモチーフとした作品を手がけている。また、レイバーによる戦闘シーンが冒頭とクライマックスに数分間挿入されるのみに留まり、極めて抑えられたものとなっている。

### 世界観
本作品はOVA第1期・劇場版1作目と同じく押井守監督作品だが、公開当時のテレフォンサービスなどではテレビ版・OVA第2期に連なる世界であることが明言されており、特車二課棟の所在地もOVA第1期・劇場版1作目で設定されていた大田区城南島の埋立地には存在しない様子である。
本作品中では18号埋立地に通じる海底トンネルの入り口が城南島東端に存在する。ファンの混乱を避けるため公式ファンブックなどではパトレイバーはテレビ・OVA・映画・漫画・小説全てがパラレルワールドであることが明記されている。
漫画版とは直接的な繋がりはないが、本作品の公開に合わせて、ゆうきまさみが漫画版の扉絵に本作品のキャラクターやレイバーを登場させたほか、「PATLABOR 2002」と題して本作品の野明と遊馬をイメージしたピンナップを描いている。しかし、それらはいずれも週刊少年サンデーに掲載されたのみで単行本未収録となっている。
東京の描写は、劇場版第一作の「過去の東京」に対し、本作品では「現在の東京」がモチーフになっている。

### 演出
劇中でテレビなどのニュース番組の内容が映されているが、日本語のアナウンスは複数の文化放送の現役アナウンサー（当時）が声優として出演している。また、自衛官や民間人など、主要キャスト以外の声に敢えて素人を起用している。「声優による上手すぎる演技」を払拭することで、現実感や臨場感を強調するための措置であるという。しかし、後年のサウンドリニューアル版ではプロの声優での収録となっている。
本作品ではあくまで後藤をメインに話が展開され、一作目に比べ（旧）第二小隊の面々の登場割合が激減している。一方で、前作以上に「鳥」が随所で登場している。これは、押井の「空を飛ぶものは、人間からすれば怖いもの」という考えに基づいた演出であるという。劇中終盤で柘植率いる蹶起部隊が使用する「ヘルハウンド」に関しても、デザインこそ前作のものではあるが、河森いわく「猛禽類が獲物を狙う様をイメージソースとした」と語る本機を、鳥類のメタファーとして効果的に登場させている。
本作品では、物語のドラマ性を極力排除する試みがなされ、「人と人を会わせない」「顔と顔を合わせない」という構成と演出に基づいた結果、主役格の後藤喜一と主犯格の柘植行人は一度も邂逅せず、登場人物たちも、終盤で南雲しのぶが柘植行人を逮捕する場面など一部を除いては対面での会話劇が控えられ、常に同じ方向を向いて台詞を喋らせる平行のレイアウトが多用されることになった。特に車内での会話劇に関しては、車専門のレイアウト担当者に車内のレイアウトの間隔を全て統一させることで、3コマ撮りアニメの基本である口パク3枚（閉じ口、中口、開き口）のみで話が進行した際に起こりがちな画面の貧弱さを補う努力がなされている。
柘植が野戦基地を構え、ラストシーンの舞台となる「18号埋立地」は架空の場所であるが、このシーンのロケハンは、実在の13号埋立地で行われた。国に正式な手段を踏んで許可を取らなければ取材や立ち入りもできない地域とのことで、名目上は『埋立地のゴミ処理問題を調査する記事の取材』と称して『そのコメンテーターとして映画監督の押井守氏に同行していただく』という建前で申請された。その取材記事は当時のアニメ誌『月刊アニメージュ』に掲載されている。埋立地及び、ウォーターフロント周辺のロケハンは、1992年の9月末から10月にかけて、押井監督や演出の西久保利夫、美術の小倉宏昌らが同行して行われた。

### 評価
本作品は富野由悠季による『機動戦士ガンダム 逆襲のシャア』を絶賛する押井からの、ある種の回答やテーマに関する呼応の意味が込められていることが、同人誌『逆襲のシャア友の会』における庵野秀明との対談で告白されている。押井が他人の映画を、ほぼ手放しで褒めることは極めて稀なことであるが、押井との対面時にそれを告げられた富野は、同じく庵野との対談で「お世辞だと思って聞き流した」と語り、これに関して庵野は「あの人（押井）はそんなに世渡りが上手くないです」と言い加えている。
宮﨑駿は当時、押井作品を多く鑑賞しており、その度に不満を口にしてきたが、本作品では一転して高評価している。どうやって作ったのか考えたくなくなるほどの映像表現に感心し、同じジャンルで競合するのは辞めようと話している。さらに「とても見応えがあった、語り口の巧みさも本当に抜きん出ていた」と評価する一方、冒頭では発砲すべき、犯人はつまんなかった、疑問に思ったことが作中の人物の口から語られてしまって、自分は何も言えなくなる、などの意見も述べている。
監督である押井守は、本作を制作中の取材に対しては、「僕が描こうと思うのは、ある種の妄想です」と語り、以前から持論としていた「目の前の何気ない日常は、実態を持たない虚構である」という妄想が、湾岸戦争の勃発で一層強く感じるようになり、インターフェイスを通じた情報を、現実と等価か、それ以上にリアルと受け止めてしまう現状と、平和な日本社会の技術や経済を国際的な影響や立場で考えると、既に私たちは戦争に参加しているのではないかという疑念が、自身の妄想に明確な根拠を与えていると述べている。また公開後の取材では「物語を無くした論文みたいな映画」と評し、「自分で観てもそんなに面白くない」と語っている。また、1995年に地下鉄サリン事件との類似性・事件に対しての先見的な描写が注目を浴び、それを指摘された際に押井は「アレには本当にまいった。こんなことが起きるとは全く想定していなかった。ああいう事は妄想で終わる事に価値がある。実際のテロは妄想よりも遥かに人間臭くて、惨めったらしくて、要するに卑俗なもんですよ」とコメントしている。
押井作品ファンとして知られるジェームズ・キャメロンが『タイタニック』のキャンペーンのため来日した際、本人の希望により大友克洋と押井3者での会食が設定された。屋形船でおこなわれたその席で、隅田川の勝鬨橋を目にしたキャメロンは「パト2でヘリコプターで爆撃されて吹き飛んだあの橋だ」と狂喜したという。

### 音楽
イメージソングとしてMANAによる「愛を眠らせないで」というCDシングルが発売されているが、事前のプロモーションやテレビ・ラジオCFなどで流れたのみで、本編中では聴くことはできない。
川井憲次によるサウンドトラックアルバムは三種類が発売されている。まず、劇場公開一週間前の1993年8月1日には本編の予告編的な意味合いを持つイメージアルバム「PATLABOR 2 the Movie/PRE SOUNDTRACK」が発売され、続いて9月21日に正式な劇中サントラ盤となる「ORIGINAL SOUNDTRACK "P2"」が発売された。1998年発売の「PATLABOR 2 the Movie "SOUND RENEWAL"」は本作品のDVDソフト化に際しリニューアル（再録音）された音源を収録している。オリジナルのサウンドトラックではシンセサイザーのストリングスやコーラスだったパートを生楽器や本物の女性コーラスに差し替えるなどの大幅な手直しがされている。
劇中歌「おもひでのベイブリッジ」は前売りチケットマガジン付属のシングルCDに美桜かな子が歌ったバージョンが収録されている。また、のちにVAPより単発のシングルCDとしても一般発売された。こちらには美桜バージョンと劇中で使用されたカラオケ・バージョンの他に、「しのぶと喜一」（榊原良子と大林隆介）によるデュエット・バージョンも併せて収録されている。

## 賞歴
- 第48回毎日映画コンクールアニメーション映画賞[17]

## 関連商品

### LD
- 本編133分+映像特典2分、ノートリミング、ビスタサイズ、CLV収録。
  - ブックレット「PATLABOR2 THE MOVIE "MEET THE MOVIE 2" にて小説家の友成純一が解説を書いている。
  - ジャケットを開くと、黒地に赤文字でルカによる福音書第12章51～53節がある。
- 『機動警察パトレイバー the Movie』とセットになったLD-BOX「機動警察パトレイバー劇場版 コンプリートワークス」が後に販売された。CAVにて収録。

### DVD
- 1998年に最初にDVD化された。LD大のパッケージだった初回特典版にはキャストのインタビュー記事などが同封されていた。また、音声は劇場公開版とDVD化のためにリニューアルした音声の2種類を収録した[要出典]。また、これ以降のDVD/BDの音声は劇場公開版とサウンドリニューアル版を同時収録するマルチオーディオ仕様になった。
  - 5.1chサラウンド化音声リニューアルは川井のサウンドトラックのみならず、効果音や台詞の再録音も実施されている。台詞については、前作はオリジナルキャストを再起用して全面的に録り直しが行われたが、本作品は主要人物の音声はそのままで端役をプロの声優を起用して再録音する程度にとどまっている[18]。リニューアル版の台詞は一部のパートで変更されている部分がある。
- 初回盤の販売後は通常版として通常のトールケースで販売された。ブックレットは縮小されてはいるが、初回盤の内容が記述されている。
- 1と共に米国でも発売（豪華版：89ドル99セント。通常版：29ドル99セント）。
- 2004年1月23日から絵コンテがセットになったLimited Editionが1年間の限定発売。
- 劇場版シリーズのメイキングが収録されたDVDおよび各種雑誌記事などが本として付属した「PATLABOR MOVIE ARCHIVES」が2004年2月25日に発売された。
- Blu-ray Disc/HD-DVDとDVDがセット（各ディスクそれぞれに本編が収録されている）になった商品が2007年8月24日に国内発売された。

### BD
- Blu-rayとDVDがセットで2007年8月24日に発売。
- Blu-rayの単品版が2008年7月25日に発売。

### 小説
- 押井 守『機動警察パトレイバー TOKYO WAR』 （富士見ファンタジア文庫）
  - （前編）ISBN 4-8291-2552-7
  - （後編）ISBN 4-8291-2568-3
- 押井 守『TOKYO WAR MOBILE POLICE PATLABOR』（エンターブレイン、2005年） ISBN 4-7577-2366-0
監督押井守自ら書き起こした小説処女作の完全版。